# Hoplitis lecerfi
Hoplitis lecerfi là một loài Hymenoptera trong họ Megachilidae. Loài này được Benoist mô tả khoa học năm 1929.